# Bishopanthus
Bishopanthus é um género botânico pertencente à família Asteraceae.